# Plebiscitum
Een plebiscitum (meervoud plebiscita) was een door de comitia tributa (volksvergadering van Romeinse burgers) genomen besluit in het Republikeinse Rome.
Oorspronkelijk was het plebiscitum slechts bindend voor de plebejers. Door de Lex Hortensia van 287 v.Chr. werden de plebiscita met leges (wetten) gelijkgesteld en werden ze van rechtswege bindend voor het gehele volk (d.i. ook voor de patriciërs).